# Pozzolengo
Pozzolengo (lombardul: Posolènch) település Olaszországban, Lombardia régióban, Brescia megyében. Lakosainak száma 3582 fő (2023. január 1.). Pozzolengo Cavriana, Desenzano del Garda, Lonato del Garda, Monzambano, Peschiera del Garda és Ponti sul Mincio községekkel határos.

## Népesség
A település lakossága az elmúlt években az alábbi módon változott:
| Lakosok száma | 3537 | 3558 | 3582 |
|               | 2017 | 2018 | 2023 |